# 무기폐
무기폐(無氣肺, atelectasis)는 가스 교환이 감소하거나 일어나지 않아 폐가 쪼그라들거나 닫히는 현상을 말한다. 허파의 일부분 또는 전반에 영향을 미칠 수 있다. 보통은 한쪽 폐에서만 발생한다.
흉부 엑스레이와 기타 방사선학 연구에서 매우 일반적이며 보통의 숨 내쉬기, 다양한 질병에 의해 발생할 수 있다. 폐 조직이 쪼그라든다고 종종 기술되지만, 무기폐는 기흉과 동의어는 아니다. 급성 무기폐는 수술 후 합병증으로, 또는 활성제 결핍으로 인해 발생할 수 있다. 조산의 경우 유아호흡곤란증후군(IRDS)을 일으킬 수 있다.

## 증상

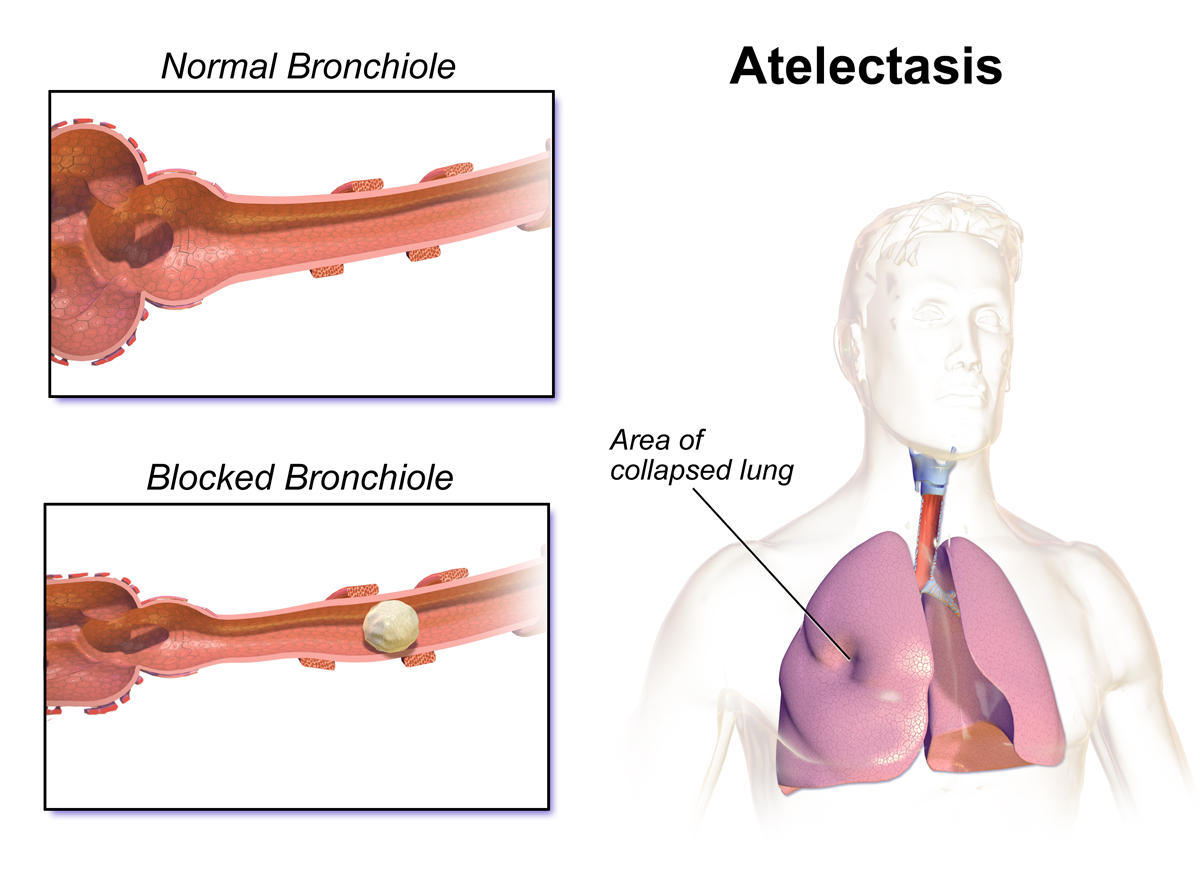
무기폐.

증상이 없을 수도 있으며 증상이 있을 경우 다음을 포함한다.
- 기침 (눈에 띄지는 않을 정도)
- 흉통 (일반적이지 않음)
- 호흡곤란 (호흡이 빠르고 얕음)
- 낮은 포화 산소량
- 흉수 (삼출물 형태)
- 청색증
- 심박의 증가

## 치료
치료는 무기폐를 일으킨 질환을 고침으로써 수행된다. 수술후 발생한 무기폐의 경우 물리치료를 통해 치료되며 깊은 숨쉬기에 집중하고 기침을 하도록 유도한다.

## 같이 보기
- 기흉